# John Henry Frederick Bacon

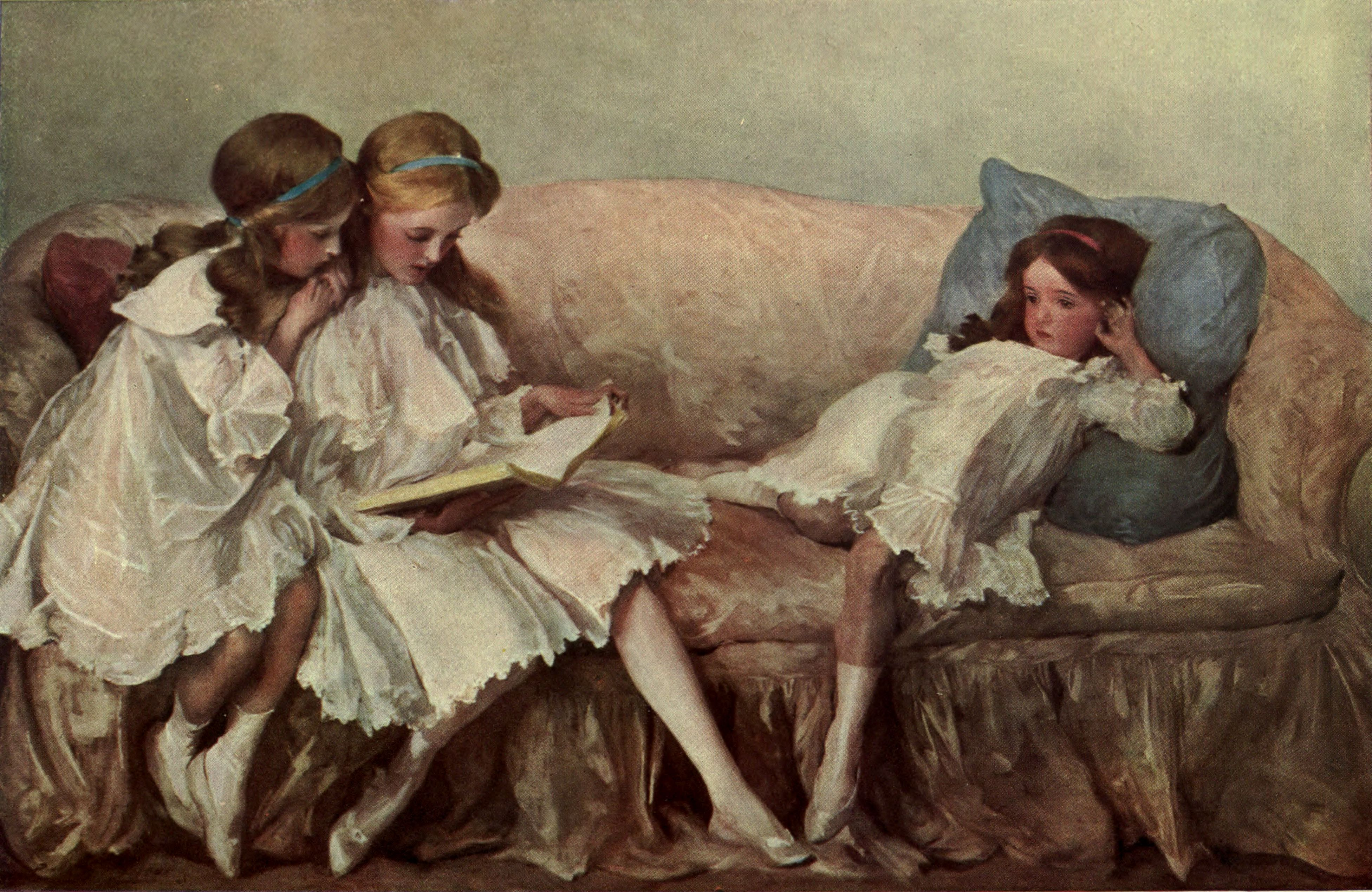
John Henry Frederick Bacon: A fairy tale (Ein Märchen)

John Henry Frederick Bacon (* 4. November 1865 in Kennington, London; † 24. Januar 1914 in Harwell, Oxfordshire) war ein britischer Maler und Illustrator, der für seine Genrebilder, historischen und biblischen Szenen sowie Porträts bekannt ist.

## Leben
John Henry Frederick Bacon wurde als zweiter Sohn des Lithografen John Cardanall Bacon geboren. Er zeigte früh künstlerisches Talent und studierte an der Westminster School of Art sowie an den Royal Academy Schools in London. Bereits in jungen Jahren erlangte er Anerkennung als hervorragender Schwarz-Weiß-Illustrator. Im Alter von 18 Jahren unternahm er eine Reise nach Indien und Burma.
Nach seiner Rückkehr nach England 1889 stellte Bacon seine Werke The Village Green und Nevermore in der Royal Academy aus und wurde von da an regelmäßiger Aussteller. 1894 heiratete er und ließ sich im Pillar House in Harwell, Berkshire (heute Oxfordshire) nieder. Das Paar hatte sieben Kinder. John Henry Frederick Bacon starb am 24. Januar 1914 im Alter von 48 Jahren an akuter Bronchitis.

## Werk

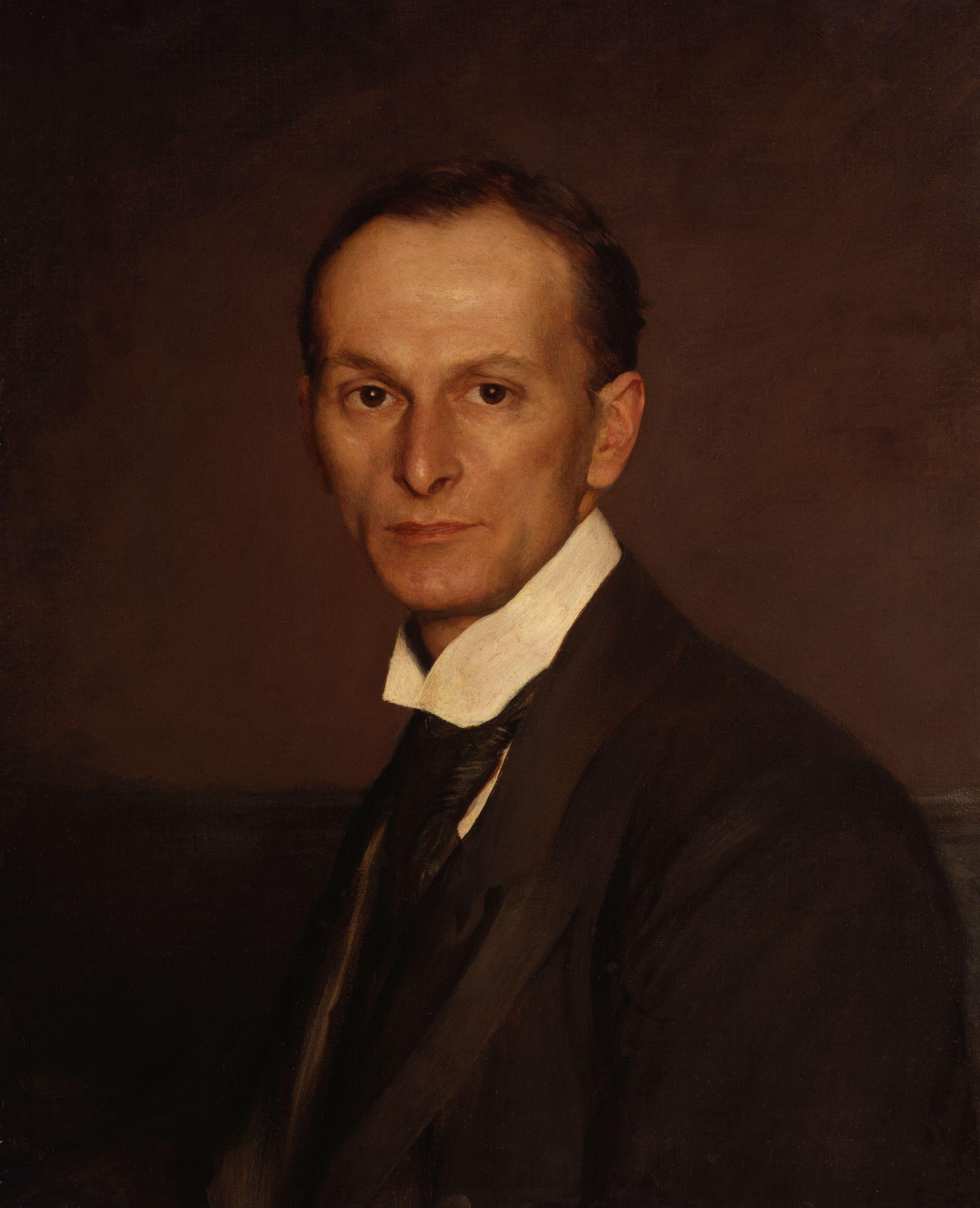
Marion Harry Spielmann von John Henry Frederick Bacon

John Henry Frederick Bacons Werk umfasst religiöse Gemälde wie Peace be unto you (1897) und Gethsemane (1899), historische Szenen wie Homage giving, Westminster Abbey (anlässlich der Krönung Edwards VII.), The Coronation ceremony of George V. (1911) und The City of London Imperial Volunteers Return to London from South Africa on Monday 29th October 1900. Er malte auch Porträts und Genreszenen, darunter A Wedding Morning (1892), A Confession of Love (1894) und Rivals (1904). Sein Gemälde A Wedding Morning wurde 1892 von William Lever für die Werbung von Sunlight Soap erworben und befindet sich heute in der Lady Lever Art Gallery. John Henry Frederick Bacon war seit 1903 Mitglied der Royal Academy und wurde für seine Verdienste um den König mit dem MVO (Member of the Royal Victorian Order) ausgezeichnet.